# کیوی قطب شمال
کیوی قطب شمال (نام علمی: Actinidia arguta) نام یک گونه از تیره کیویان است.